# Prairie Home (Misuri)
Prairie Home es una ciudad ubicada en el condado de Cooper en el estado estadounidense de Misuri. En el Censo de 2010 tenía una población de 280 habitantes y una densidad poblacional de 278,63 personas por km².

## Geografía
Prairie Home se encuentra ubicada en las coordenadas 38°48′49″N 92°35′26″O / 38.81361, -92.59056. Según la Oficina del Censo de los Estados Unidos, Prairie Home tiene una superficie total de 1 km², de la cual 1 km² corresponden a tierra firme y (0%) 0 km² es agua.

## Demografía
Según el censo de 2010, había 280 personas residiendo en Prairie Home. La densidad de población era de 278,63 hab./km². De los 280 habitantes, Prairie Home estaba compuesto por el 98.93% blancos, el 0.36% eran afroamericanos, el 0% eran amerindios, el 0.36% eran asiáticos, el 0% eran isleños del Pacífico, el 0% eran de otras razas y el 0.36% pertenecían a dos o más razas. Del total de la población el 0.71% eran hispanos o latinos de cualquier raza.